# Cliffortia odorata
Cliffortia odorata är en rosväxtart som beskrevs av Carl von Linné d.y.. Cliffortia odorata ingår i släktet Cliffortia och familjen rosväxter. Inga underarter finns listade i Catalogue of Life.